# Cirrhinus microlepis
Cirrhinus microlepis är en fiskart som beskrevs av Sauvage, 1878. Cirrhinus microlepis ingår i släktet Cirrhinus och familjen karpfiskar. IUCN kategoriserar arten globalt som sårbar. Inga underarter finns listade i Catalogue of Life.